# Шиліна-Велика
Шиліна-Велика (пол. Szylina Wielka, нім. Groß Söllen) — село в Польщі, у гміні Бартошиці Бартошицького повіту Вармінсько-Мазурського воєводства. Населення — 71 особа (2011).
У 1975—1998 роках село належало до Ольштинського воєводства.

## Демографія
Демографічна структура станом на 31 березня 2011 року:
|          | Загалом | Допрацездатний вік | Працездатний вік | Постпрацездатний вік |
| -------- | ------- | ------------------ | ---------------- | -------------------- |
| Чоловіки | 35      | 4                  | 26               | 5                    |
| Жінки    | 36      | 8                  | 21               | 7                    |
| Разом    | 71      | 12                 | 47               | 12                   |